# Káli (istennő)
A kali ezenkívül az arnis, más néven eskrima harcművészet egyik neve is.

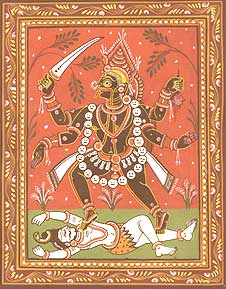
Káli istennő

Káli (dévanágari: काली, szanszkrit:Káli, ISO: Kālī) indiai istennő, Siva felesége, Párvati egyik megnyilvánulási formája. Az átalakulás, vagyis a halál és az újjászületés istennője. A hinduizmus szerint csak pusztulás, megsemmisülés árán jöhet létre valami új a világban, az élet és a halál elválaszthatatlan egységet alkot. Ezért Káli nagyon fontos személye a hindu mitológiának.

## A Káli név eredete
A káli a kala nőnemű alakja, jelentése fekete. A kala homonímia jelentése kijelölt idő, mely esetleg a halált is jelentheti. A népi etimológia kötötte össze a két különböző jelentésű szót.
Káli azt jelenti: „fekete”, s az istennőt valóban fekete vagy néha kék színben is ábrázolják, mert a női energiát testesíti meg. Ebben a formájában Bhadrakálinak vagy Mahákálinak is nevezik. Lángoló szemei vannak, és hosszú nyelve gyakran kilóg. Nyaka köré kígyók tekerednek, s mind a tíz kezében fegyvert tart: íjat, nyilat, korongot, kardot, pajzsot, hurkot, lándzsát, kagylókürtöt, egy koponyát és egy holdkorongot. Néha nyolc, illetve négy kézzel is ábrázolják.

## Kálimítosza

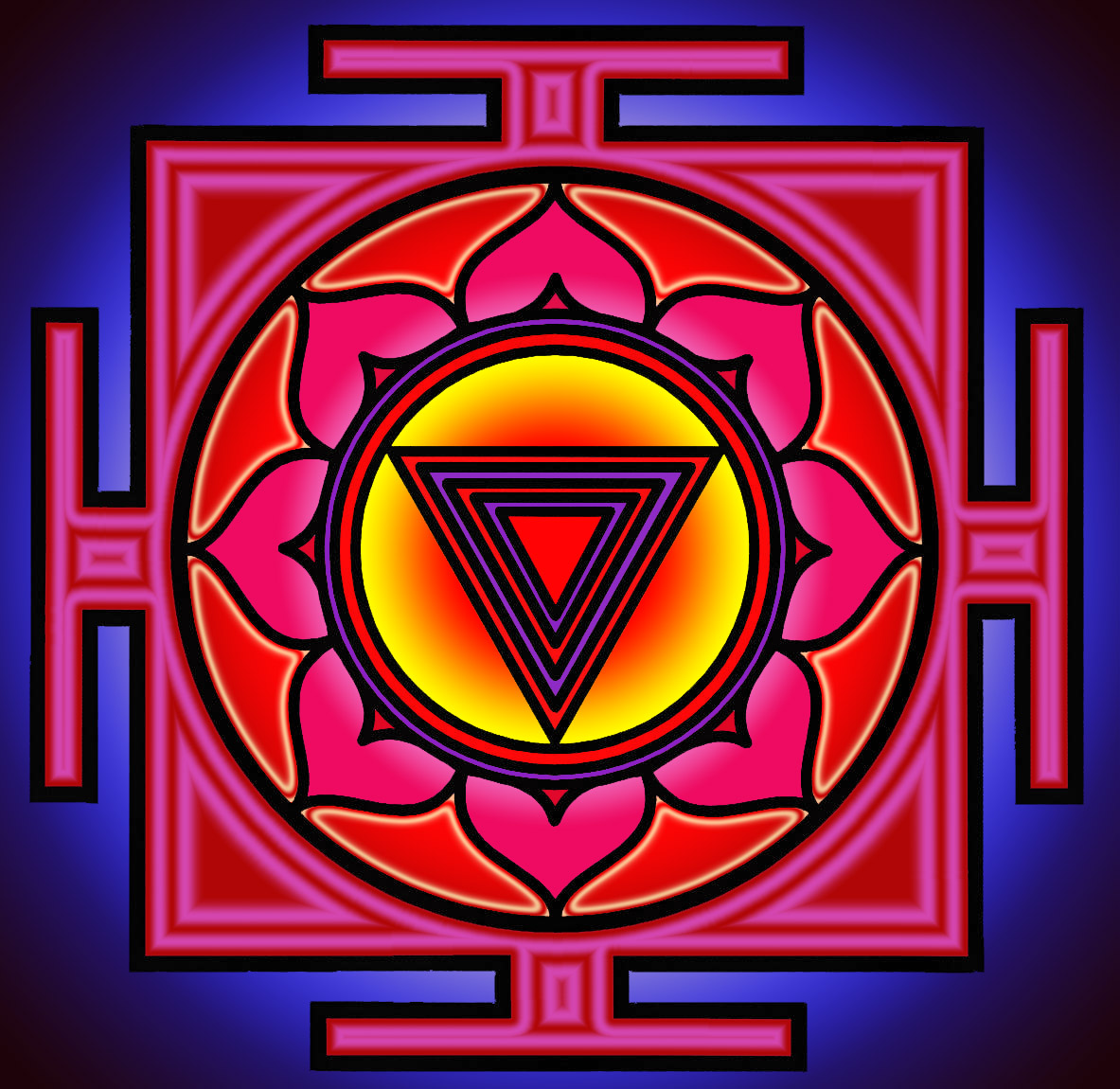
Káli istennő mandala ábrázolása

Durga és segítői bár megsebesítették Raktavija démont, de nem tudták megölni. A démon minden földre hullott vércseppjéből újabb démonok születtek. Durga ekkor Kálit hívta segítségül, aki megküzdött Raktavijával. Az újabb démonok születését megakadályozandó, nyelvével fogta fel a Raktavija vércseppeit, melytől vad őrjöngésbe és mészárlásba kezdett. Siva Káli lábai elé vetette magát, s mikor Káli lába Siva testére taposott, az istennő lenyugodott.
Káli tulajdonképpen Siva hitvesének, Párvatinak egyik, talán legvadabb formája. Tigrisen utazik, tüzet okád. Koponyákból fűzött nyakláncot visel, derekán levágott karokból hord szoknyát. Félelmetes külsejét ellensúlyozza felemelt keze, amellyel „Ne féljetek” jelentésű mudrát (kézjelet) mutat. Kolkata város névadója.
Bengáliában ma is rendkívül élő a Káli-kultusz. Egyik legismertebb temploma a Kálighat templom Kolkata egyik városnegyedében.

## Káli alakja az analitikus pszichológiában
Carl Gustav Jung szerint Káli a férfiben élő női lélek megtestesítője.